# Sicilski emirat
Sicilski emirat (arabko إمارة صقلية) je bil emirat na otoku Sicilija, ki je obstajal od leta 831 do leta 1072. Njegovo glavno mesto je bil Palermo.
Arabski muslimani, ki so otok prvič napadli leta 652, so prevzeli nadzor nad celotnim otokom od bizantinskega cesarstva v dolgotrajni vrsti konfliktov od leta 827 do leta 902. Razvila se je arabsko-bizantinska kultura z večkonfesionalno in večjezično državo. Emirat so osvojili krščanski normanski plačanci pod vodstvom Rogerija I. Sicilijskega, ki je leta 1071 ustanovil grofijo Sicilija. Zadnje muslimansko mesto osvojeno na otoku je bilo Noto leta 1091.
Sicilijanski muslimani so ostali državljani večetnične grofije in nato kraljevine Sicilije, dokler tisti, ki še niso bili spreobrnjeni, niso bili izgnani v 1240-ih. Do konca 12. stoletja in verjetno že v 12. stoletju so muslimani oblikovali večino otoške populacije. Njihov vpliv ostaja v nekaterih elementih sicilijanskega jezika, pa tudi priimkov in lokacij.

## Prva arabska invazija na Sicilijo
Cesar Justinijan I. je leta 535 vrnil Sicilijo v Rimski imperij, zdaj pa vlada izključno iz Konstantinopla. Ker je moč bizantinskega cesarstva na zahodu upadla, je Sicilijo leta 652 napadel Rašidunski kalifat v času vladavine kalifa Utmana. Vendar pa je bila prva invazija kratkotrajna in Arabci so otok kmalu zapustili. Do konca 7. stoletja so Umajadski Arabci z osvajanjem Severne Afrike zasedli bližnje pristaniško mesto Kartagina, kar jim je omogočalo zgraditi ladjedelnico in stalno bazo, iz katere bi začeli bolj trajnostne napade.
Okoli leta 700 je so Arabci zajeli otok Pantelleria, a je bil to samo nesoglasje med Arabci, ki je preprečilo poskus napada na Sicilijo. Namesto tega so se sporazumeli o trgovanju z Bizantinci, in arabski trgovci so lahko trgovali z blagom v sicilijanskih pristanišč. Napadi muslimanske flote so se ponavljali v letih 703, 728, 729, 730, 731, 733 in 734, zadnja dva z močno bizantinsko obrambo.
Prva prava osvojitev se je začela leta 740; v tem letu je muslimanski knez Habib, ki je sodeloval pri napadu leta 728, uspešno zajel Sirakuze. Pripravljeni, da bi osvojili celoten otok, so bili prisiljeni vrniti se v Tunizijo zaradi upora Berberov. Drugi napad leta 752 je bil namenjen samo plenjenju istega mesta.

## Upor Eufemija in postopna muslimanska zasedba otoka
Leta 826 je Eufemij, poveljnik bizantinske flote Sicilije, ga je prisilil nuno, da se je z njim poročila. Cesar Mihael II. je prevzel zadevo in odredil, da general Konstantin prekliče zakonsko zvezo in odreže nos Eufemiju. Eufemij se je uprl, umoril Konstantina in nato zasedel Sirakuze; kasneje je bil poražen in izgnan v Severno Afriko. Ponudil je vladavino Sicilije Ziyadat Allahu, aghlabidskemu emirju iz Tunizije v zameno za mesto generala in varnost; poslan je bil v arabsko vojsko.
Slednji so se strinjali, da bodo osvojili Sicilijo in obljubili, da bodo dali Eufemiju v zameno letno pokojnino in zaupali zasedbo 70-letnemu kadiju Asadu ibn al-Furatu. Muslimanska sila je štela 10.000 pešakov, 700 konjenikov in 100 ladij, ki so jih okrepile ladje Eufemija po pristanku v Mazari del Vallo. Prva bitka proti zvestim bizantinskim enotam se je zgodila 15. julija 827 v bližini Mazare zmagali so Aghlabidi.
Asad je kasneje osvojil južno obalo otoka in oblegal Sirakuze. Po letu obleganja in poskusu upora so njegovi vojaki premagali veliko vojsko, poslano iz Palerma, ki jo je podpirala tudi beneška flota pod vodstvom doža Giustiniana Participazia. Toda, ko je kuga ubila mnoge muslimanske vojske, pa tudi samega Asada, so se muslimani umaknili na grad Mineo. Kasneje so se vrnili v ofenzivo, vendar niso uspeli osvojiti Castrogiovannija (danes Enna, kjer je Eufemij umrl) in se umaknili nazaj v Mazaro.
Leta 830 so prejeli močno okrepitev 30.000 pripadnikov Ifriqijcev in vojsko iz Andaluzije. Iberski muslimani so julija in avgusta istega leta premagali bizantinskega poveljnika Teodota, vendar jih je kuga ponovno prisilila, da so se vrnili v Mazaro in nato v Ifriqijo. Ifriqijske enote, poslane v obleganje Palerma, so ga uspele zajeti po dolgoletnem obleganju septembra 831. Palermo je postal muslimanska prestolnica Sicilije, preimenovana v al Madinah ("mesto").
Osvojitev je bila afera; s precejšnjim uporom in številnimi notranjimi boj,i je bilo potrebno stoletje za prevzem bizantinske Sicilije. Sirakuze so se še dolgo upirale, vendar so padle leta 878, Taormina je padla leta 902, zadnja bizantinska postojanka pa leta 965.

## Obdobje emirata
Naslednja je Siciliji vladala rodbina sunitski Aglabidi iz Tunizije in šiitski Fatimidi iz Egipta. Vendar pa so v tem obdobju sunitski muslimani oblikovali večino muslimanske skupnosti na Siciliji , pri čemer je bila večina ljudi v Palermu sunitov. Sunitsko prebivalstvo na otoku je obnavljalo sektaške upore iz severne Afrike od 943 do 947 proti fatimidskim krutim verskim politikam, kar je povzročilo več valov beguncev, ki so pribežali na Sicilijo, da bi pobegnili fatimidskemu maščevanju. Bizantinci so izkoristili začasen razdor in še več let zasedali vzhodni konec otoka.
Po zatrtju upora je fatimidski kalif Ismail al-Mansur postavil al-Hasana al-Kalbija (948-964) za emirja Sicilije. Uspešno je nadzoroval nenehne upore Bizantincev in ustanovil rodbino Kalbid. Napadi v južno Italijo so se nadaljevali pod Kalbidi v 11. stoletju, leta 982 je bila nemška vojska pod Otom II., svetim rimskim cesarjem poražena blizu Crotona v Kalabriji. Z emirjem Yusufom al-Kalbijem (986-998) se je začelo obdobje nazadovanja. Pod al-Akhalom (1017-1037) se je rodbinski konflikt okrepil, pri čemer so se frakcije v vladajoči družini različno povezovale z bizantinskim cesarstvom in Zidri. Po tem obdobju je Al-Mu'izz ibn Badis poskušal priključiti otok Ziridsom, medtem ko je posegal v spopade med Muslimani; vendar pa poskus konec koncev ni uspel.

## Sicilija pod arabsko vladavino
Novi arabski vladarji so sprožili zemljiške reforme, kar je povečalo produktivnost in spodbudilo rast malih gospodinjstev. Arabci so dodatno izboljšali namakalne sisteme s pomočjo kanatov. Na Sicilijo so uvedli pomaranče, limone, pistacije in sladkorni trs. Palermo je opisal Ibn Hawqal, popotnik in trgovec iz Bagdada, ki je leta 950 obiskal Sicilijo. Območje z obzidjem, imenovano Kasr (palača), je središče Palerma še danes, z veliko Petkovo mošejo na mestu kasnejše rimske stolnice. Predmestje Al-Khalisa (Kalsa) je obsegalo sultanovo palačo, kopališče, mošejo, vladne urade in zasebni zapor. Ibn Hawqual je ocenil 7000 posameznih mesarjev, ki so trgovali v 150 trgovinah. Do leta 1050 je imel Palermo 350.000 prebivalcev, kar je bilo eno največjih mest v Evropi, le v islamski Španiji jih je imela Córdoba več, to je 450.000. V naslednjem krščanskem kraljestvu Sicilija se je prebivalstvo Palerma zmanjšalo na 150.000, do leta 1330 pa je prebivalstvo Palerma upadlo na 51.000.
Arabski popotnik, geograf in pesnik Ibn Jubair je obiskal območje konec 12. stoletja in opisal Al-Kasr in Al-Khaliso (Kalsa):
 Prestolnica je obdarjena z dvema dariloma, sijajem in bogastvom. Vsebuje vso resnično in domišljeno lepoto, ki jo želi kdorkoli. Blišč in eleganca krasijo trge in podeželje; ulice in ceste so široke, oči pa so zaslepljene z lepoto. To je mesto polno čudežev, s stavbami, podobnimi tistim iz Córdobe, zgrajenih iz apnenca. V mestu teče stalen tok vode iz štirih izvirov. Obstaja toliko mošej, da jih ni mogoče prešteti. Večina jih služi tudi kot šole. Oči so zaslepljene s tem sijajem.
V času te vladavine so se nadaljevali vztrajni pobegi bizantinskih Sicilijancev, zlasti na vzhodu, del ozemlja pa je bil celo ponovno zaseden kot pred zatrtjem.
Lokalno prebivalstvo, ki so ga osvojili muslimani, so bili romanizirani katoliški Sicilijanci v zahodni Siciliji in grško govoreči kristjani večinoma v vzhodni polovici otoka, bilo je tudi veliko Judov.
Kristjani in Judje so pod muslimansko vlado obravnavali kot dimi (dobesedno pomeni »zaščiteno osebo«), vendar so bili podvrženi nekaterim omejitvam. Dimiji so morali plačati džizja ali volilni davek ter harač ali zemljiški davek, vendar so bili oproščeni davka, ki so ga morali plačati muslimani (zakat). Pod arabsko vlado so obstajale različne kategorije plačnikov džizja, vendar je bil njihov skupni imenovalec plačilo kot znak podrejanja muslimanskemu vladanju v zameno za zaščito pred tujo in notranjo agresijo. Osvojeno prebivalstvo bi se lahko izognilo temu podrejenemu statusu s sprejetjem islama. Ali s poštenim verskim prepričanjem ali družbeno prisilo so veliko število domačinov spreobrnili v islam. Vendar pa so tudi po 100 letih islamske vladavine številne grško govoreče krščanske skupnosti napredovale, zlasti na severovzhodu Sicilije, kot dimi. To je bilo predvsem posledica sistema džizja, ki je omogočal sožitje. Ta sožitje z osvojenim prebivalstvom se je skalilo po osvoboditvi Sicilije, zlasti po smrti kralja Viljema II. Sicilijskega leta 1189.

## Upad in "Taifa" obdobje
Sicilski emirat se je začel drobiti, ko so se znotraj muslimanskega režima odvijali rodbinski prepiri. Leta 1044 se je pod emirjem Hasir al-Samsamom otok razdrobil v štirih kadite ali majhne fevde: kadiji Trapani, Marsala, Mazara in Sciacca so pripadli Abdallah ibn Mankutu; Girgenti, Castrogiovanni in Castronuovo (Ibn al-Hawwàs); Palermo in Catania in Sirakuze (Ibn Thumna). Do leta 1065 so se vsi združili pod Ayyub ibn Tamimom, sinom Zidridovega emirja iz Ifriqije. Leta 1068 je zapustil Sicilijo in tisto, kar je ostalo pod muslimanskim nadzorom, se je razdelilo v dva kadita: enega je vodil Ibn Abbad (znan kot Benavert v zahodnih kronikah) v Sirakuzah, drugi pa pod Hammudom v Qas'r Ianni (danes Enna.
Do 11. stoletja so kopenske južne italijanske sile najemale normanske plačance, ki so bili krščanski potomci Vikingov. Normani so pod Rogerjem I. prevzeli Sicilijo od muslimanov. Norman Robert Guiscard, sin Tancreda, je leta 1060 napadel Sicilijo. Otok je bil razdeljen med tri arabske emirje in veliko krščanskega prebivalstva se je vdignilo proti vladajočim muslimanom. Po prevzemu Apulije in Kalabrije je Roger I. zasedel Messino z vojsko 700 vitezov. Po tem je Zidri iz Severne Afrike poslal podporno silo, ki sta jo vodila Ali in Ayyub ibn Tamin. Sicilijanci in Afričani so se leta 1063 spopadli v bitki pri Cerami. Leta 1068 so se Roger de Hauteville (Roger I.) in njegovi možje ponovno spopadali z muslimanskimi silami, ki jim je poveljeval Ayu ibn Tamim v Misilmeriju. Afričani so po porazu zapustili Sicilijo in Catania je leta 1071 padla pod Normane, nato pa po enem letu obleganja leta 1072 še Palermo. Istega leta je kapituliral tudi Trapani.
Izguba glavnih pristaniških mest je močno prizadela muslimansko moč na otoku. Zadnja žep aktivnega upora so bile Sirakuze, ki jih je vodil Ibn Abbad (znan od Normanov kot Benaverta). Porazil je Jordana, sina Rogerja Sicilijskega leta 1075, leta 1081 pa je zasedel Catanijo in kmalu zatem napadel Kalabrijo. Vendar je Roger leta 1086 oblegal Sirakuze, Ibn Abbad pa je poskušal prekiniti obleganje s pomorsko bitko, v kateri je po naključju umrl. Sirakuze so se po tem porazu predale. Njegova žena in sin sta pobegnila v Noto in Butero. Medtem je mestu Qas'r Ianni (Enna) še vedno vladal emir, Ibn Al-Hawas. Njegov naslednik, Hamud, se je predal in sprejel krščanstvo leta 1087. Po tem je Ibn Hamud postal del krščanskega plemstva in se z družino umaknil na posest v Kalabriji, ki mu jo je posredoval Roger I. Leta 1091 sta Butera in Noto na južni konici Sicilije in otok Malta, zadnje arabske utrdbe, ki so ju kristjani z lahkoto osvojili. Po osvojitvi Sicilije so Normani odstranili lokalnega emirja Yusufa Ibn Abdallaha s silo, vendar so to storili tako, da so spoštovali arabske navade.

## Posledice
Normansko kraljevino Sicilijo pod Rogerjem II. je bilo značilno, da je večnacionalna in religiozno strpna. Normani, Judje, muslimanski Arabci, bizantinski Grki, Lombardi in domači Sicilijanci so živeli v relativni harmoniji. Arabščina je ostala jezik vlade in uprave vsaj stoletja v normanskem upravljanju, sledi pa ostajajo v jeziku Sicilije in očitno bolj v jeziku Malte še danes . Muslimani so ohranili svojo dominantno industrijo, maloprodajo in proizvodnjo, medtem ko so muslimanski obrtniki in strokovno znanje v vladi in upravi zelo iskani.
Vendar, ko so Normani osvojili otok, so se muslimani soočili z izbiro prostovoljnega odhoda ali podrejanja krščanski vladavini. Mnogi muslimani so se odločili oditi, če so imeli sredstva za to. "Preoblikovanje Sicilije v krščanski otok", opozarja Abulafia, "je bilo, paradoksalno, tudi delo tistih, katerih kultura je bila ogrožena". Kljub navzočnosti arabsko govorečega krščanskega prebivalstva so muslimanski kmetje dobili krst od rimskih in grških kristjanov ter sprejeli celo grška krščanska imena; v več primerih so krščanski služabniki z grškimi imeni najdeni v registrih Monreale, imeli žive muslimanske starše.
Lombardski pogromi proti muslimanom so se začeli v 1160-ih letih. Muslimanske in krščanske skupnosti na Siciliji so postajale vse bolj geografsko ločene. Otoške muslimanske skupnosti so bile večinoma izolirane preko notranje meje, ki je razdelila jugozahodno polovico otoka s krščanskim severovzhodom. Sicilijanski muslimani so bili odvisni od milosti njihovih krščanskih mojstrov, navsezadnje tudi zaradi kraljeve zaščite. Ko je kralj Viljem II. (Dobri) umrl leta 1189, je bila ta kraljeva zaščita odpravljena in vrata za napade na otoške muslimane so bila na široko odprta. To je uničilo vsakršno trajno upanje o soobstoju. Smrt Henrika VI. leta 1197 in njegove žene Constance leto kasneje, je na Sicilijo prinesla v politične nemire. Z izgubo kraljeve zaščite in s Friderikom II. še vedno otrokom v varstvu papeža, je Sicilija postala bojišče za tekmece nemške in papeške vojske. Otoški muslimanski uporniki so stali z nemškimi vojaki, kot je Markward von Anweiler. V odgovor je Inocenc III. razglasil križarsko vojno proti Markwardu, za katerega je zatrdil, da je naredil nečastno zavezništvo s Saraceni na Siciliji. Kljub temu pa je isti papež leta 1206 poskušal prepričati muslimanske voditelje, da ostanejo zvesti. V tem času je bil muslimanski upor kritičen, Muslimani pa so nadzorovali Jato, Entella, Platani, Celso, Calatrasi, Corleone (leta 1208), Guastanella in Cinisi. Povedano drugače, muslimanski upor se je razširil na celotnem delu zahodne Sicilije. Poveljnike je vodil Muhammad Ibn Abbād. Imenoval se je "princ vernikov", koval svoje kovance in poskušal najti muslimansko podporo v drugih delih muslimanskega sveta.
Friderik II., ki je odrasel, se je odzval z začetkom akcije proti muslimanskim upornikom leta 1221. Sile Staufovcev so izkoreninile branilce Jata, Entella in drugih trdnjav. Namesto da bi iztrebili muslimane, so leta 1223 Friderik II. in kristjani začeli prve deportacije muslimanov v Lucero v Apuliji. Leto kasneje so bile odprave poslane proti Malti in na Djerbo, da bi vzpostavili kraljev nadzor in preprečile njihovim muslimanskim prebivalcem pomagati upornikom. Paradoksalno je, da so bili saracenski lokostrelci v tej dobi sestavni del teh "krščanskih" vojsk.
Staufovci in njihovi nasledniki (kapetinska hiša Anžu in Aragonci v Barceloni) sta v dveh stoletjih postopoma "latinizirali" Sicilijo in ta družbeni proces je postavil temelje za uvedbo latinskega (v nasprotju z bizantinskim) katolicizma. Proces latinizacije je v veliki meri spodbujala rimska cerkev in njena liturgija. Uničenje islama na Siciliji je bilo dokončano do konca 1240-ih, ko so se končale deportacije v Lucero.